# Sindacato autonomo inquilini
Il Sindacato Autonomo Inquilini (in sigla SAI CISAL) è un sindacato italiano.
Questa organizzazione sindacale opera a livello nazionale per il diritto alla casa, tutelando i conduttori e i locatori di immobili, è firmataria di convenzioni nazionali sugli affitti a canone concordato.

## Storia
Il Sindacato Autonomo degli Inquilini nasce a Roma nel 1994 e fa parte della CISAL, Confederazione Italiana dei Sindacati Autonomi dei Lavoratori.

## Attività
Il SAI CISAL svolge come principale attività l'assistenza dei conduttori di immobili, attraverso consulenze in fase di stipulazione del contratto di locazione, e successivamente per qualsiasi problematica legata alla locazione, viene inoltre fornita assistenza ai locatori di immobili.
Il SAI CISAL si propone altresì di lottare, nelle sedi istituzionali e nei vari tavoli di concertazione, contro i vari ostacoli che negano il diritto all'alloggio, gli aumenti indiscriminati degli affitti, la carenza di alloggi di Edilizia Residenziale Pubblica e della loro manutenzione, il degrado abitativo che colpisce le fasce sociali più deboli, l'aumento degli sfratti per morosità incolpevole, e l'oppressione fiscale nei confronti dei proprietari della prima casa.
Il SAI CISAL si avvale per le sue consulenze di vari professionisti, come esperti legali per le problematiche contrattuali e le varie controversie giudiziarie tra inquilini e locatori, responsabili territoriali per l'attività sindacale, e altri professionisti convenzionati.